# Okinawa SV
Der Okinawa SV (沖縄スポーツクラブ Okinawa Supōtsukurabu), kompletter Name Okinawa Sport-Verein, gekürzt auch OSV, ist ein im Jahr 2015 gegründeter japanischer Fußballverein, der die japanischen Städte Tomigusuku und Uruma aus der Präfektur Okinawa repräsentiert.
Gründer des Vereins, dessen Name an den deutschen Fußballverein Hamburger SV angelehnt ist, ist der ehemalige japanische Fußballnationalspieler Naohiro Takahara. In der Saison 2022 gewann der Verein die Kyūshū-Präfekturliga und stieg nach einem Turnier mit den anderen Präfekturmeistern in die Japan Football League auf.

## Geschichte
Nachdem Naohiro Takahara den damaligen japanischen Drittligisten SC Sagamihara zum Ende der Saison 2015 verlassen und daraufhin seine Profikarriere beendet hatte, beschloss er auf Bitte der Regionalregierung in der Präfektur Okinawa, einen neuen Verein zu gründen. Der Name des Vereins ist an den deutschen Fußballclub Hamburger SV angelehnt, bei dem Takahara während seiner Karriere aktiv war, während das Design der Trikots vom argentinischen Verein Boca Juniors aus Buenos Aires inspiriert ist. Zunächst wurde die Finanzierung des Vereins über Crowdfunding ermöglicht.
Der Verein wurde offiziell am 7. Dezember 2015 ins Leben gerufen. Takahara selbst fungierte in der Premierensaison 2016 als Präsident, Manager und Spieler des Vereins. In der ersten Saison konnte der Verein in neun Spielen 123 Tore erzielen und erhielt lediglich ein einziges Gegentor. Aufgrund des Erfolges gab der lokale Fußballverband bekannt, dass der Verein direkt in die erste Division aufsteigen werde, anstatt in der zweiten Division zu spielen, in die der Verein aufgestiegen wäre. Es folgte in der zweiten Saison ein abermaliger Aufstieg in die Präfekturliga Kyūshū, die der Verein in der Saison 2018 mit dem zweiten Platz abschloss. Zwischen 2019 und 2022 belegte der Verein jeweils den ersten Platz der Präfekturliga, scheiterte jedoch dreimal in der Regionalliga-Champions League, an der die zwölf Meister der fünftklassigen Regionalligen teilnehmen, jeweils in der ersten Runde, ehe der Verein 2022 diese als Zweitplatzierter abschließen konnte und somit zur Saison 2023 in die viertklassige Japan Football League aufstieg. Die Premierensaison in der vierthöchsten Liga Japans verlief für den Verein ernüchternd. Nach 28 Spieltagen lag der Okinawa SV mit 26 Punkten auf dem letzten Platz. Da der Meister Honda FC nicht in die J3 League aufsteigen möchte, stieg die Mannschaft zum Saisonende nicht ab, sondern spielte ein Playoff-Spiel gegen den Zweitplatzierten der Regionalliga-Champions-League Vonds Ichihara, welches mit 2:1 in der Verlängerung gewonnen wurde und der Verbleib in der Japanese Football League gesichert werden konnte. Auch gab Naohiro Takahara zum Saisonende sein Karriereende als aktiver Fußballprofi bekannt.
Beim Kaiserpokal erreichte der Verein in Jahren 2019, 2021 und 2022 jeweils die zweite Runde.

## Kader
Stand: März 2023
| Nr. |       | Position | Name             |
| --- | ----- | -------- | ---------------- |
| 1   | Japan | TW       | Chikara Hanada   |
| 2   | Japan | AB       | Haruya Mizukoshi |
| 4   | Japan | AB       | Ryō Odajima      |
| 5   | Japan | AB       | Naoya Okane      |
| 6   | Japan | AB       | Hikaru Koinuma   |
| 7   | Japan | MF       | Yūto Ōshiro      |
| 9   | Japan | ST       | Yukihide Gibo    |
| 10  | Japan | ST       | Naohiro Takahara |
| 11  | Japan | ST       | Yuta Yamada      |
| 12  | Japan | TW       | Kaito Inishi     |
| 13  | Japan | ST       | Rai Ijuin        |
| 14  | Japan | MF       | Kōhei Takahashi  |
| 15  | Japan | AB       | Masatoshi Aki    |
| 16  | Japan | MF       | Mashu Sada       |

| Nr. |       | Position | Name               |
| --- | ----- | -------- | ------------------ |
| 17  | Japan | MF       | Kazuki Akimoto     |
| 18  | Japan | AB       | Reiya Matsuda      |
| 19  | Japan | MF       | Tsubasa Iijima     |
| 20  | Japan | MF       | Kazuma Tomikuda    |
| 21  | Japan | TW       | Takuma Narahashi   |
| 22  | Japan | AB       | Tetsuya Yonezawa   |
| 23  | Japan | TW       | Timothy Shiraoka   |
| 24  | Japan | AB       | Kazuki Anzai       |
| 25  | Japan | AB       | Daisuke Matsushita |
| 26  | Japan | ST       | Ryūichi Ichiki     |
| 32  | Japan | MF       | Shūga Arai         |
|     | Japan | AB       | Kota Nishihara     |
|     | Japan | MF       | Issei Takayanagi   |
|     | Japan | TW       | Takuma Narahashi   |

## Saisonplatzierung
| Saison | Liga                                       | Platz | Kaiserpokal |
| ------ | ------------------------------------------ | ----- | ----------- |
| 2016   | Okinawa Prefectural League (Div. 3, North) | 1.    |             |
| 2017   | Okinawa Prefectural League (Div. 1)        | 2.    |             |
| 2018   | Kyushu Soccer League                       | 2.    |             |
| 2019   | Kyushu Soccer League                       | 1.    | 2. Runde    |
| 2020   | Kyushu Soccer League                       | 1.    |             |
| 2021   | Kyushu Soccer League                       | 1.    | 2. Runde    |
| 2022   | Kyushu Soccer League                       | 1.    | 2. Runde    |
| 2023   | Japan Football League                      | 15.   |             |
| 2024   | Japan Football League                      | 9.    | 1. Runde    |
| 2025   | Japan Football League                      |       |             |

## Erfolge
- Meister der Präfekturliga Kyūshū: 2019, 2020 1, 2021, 2022
- Aufstieg in die Japan Football League: 2022

## Kurioses
Im Jahr 2019 berichtete Takahara, dass Okinawa SV 2017 ein Projekt zum Anbau und zur Kultivierung von Kaffee auf Okinawa gestartet habe. Das Vorhaben wird vom japanischen Ableger des Konzerns Nestlé unterstützt. Technische Unterstützung erhält der Verein durch die Universität Ryūkyū.

## Trainer
Stand: März 2025
| Trainer           | Nation | von             | bis             |
| ----------------- | ------ | --------------- | --------------- |
| Naohiro Takahara  | Japan  | 1. Februar 2016 | 31. Januar 2020 |
| Hiromasa Yamamoto | Japan  | 1. Februar 2020 | 28. Juli 2021   |
| Naohiro Takahara  | Japan  | 29. Juli 2021   | 31. Januar 2024 |
| Rei Onogi         | Japan  | 1. Februar 2024 |                 |